# Salcha
Salcha is een plaats (census-designated place) in de Amerikaanse staat Alaska en valt bestuurlijk gezien onder Fairbanks North Star Borough.

## Demografie
Bij de volkstelling in 2000 werd het aantal inwoners vastgesteld op 854.

## Geografie
Volgens het United States Census Bureau beslaat de plaats een oppervlakte van
192,2 km², waarvan 186,6 km² land en 5,6 km² water.

## Plaatsen in de nabije omgeving
De onderstaande figuur toont nabijgelegen plaatsen in een straal van 40 km rond Salcha.